# Gassman-Reaktion
Die Gassman-Reaktion ist eine Namensreaktion der organischen Chemie. Sie wurde 1972 von Paul G. Gassman (1935–1993) zum ersten Mal veröffentlicht. Mit Hilfe dieser Reaktion kann man ortho-alkylierte Aniline herstellen:
Durch eine leichte Abwandlung ist es möglich, auch Aniline mit einer Vinyl-, Alkyl- oder Benzaldehydgruppe in ortho-Position zu synthetisieren. Die Gassman-Reaktion ist mit der Gassman-Indol-Synthese und mit der Gassman-Oxindol-Synthese verwandt.

## Mechanismus
Der hier beschriebene Mechanismus wurde von Zerong Wang vorgeschlagen:
tert-Butylhypochlorit (1) wird homolytisch zu einem Chlor-Radikal und einem tert-Butyloxy-Radikal gespalten. Letzteres reagiert mit Anilin zu tert-Butanol und bildet ein radikalisches Anilin-Intermediat 2. Dieses rekombiniert mit dem zuvor entstandenen Chlor-Radikal zu N-Chloranilin (3). Versetzt man dieses mit einem organischen Sulfid, so erhält man das Sulfoniumkation 4. Diese arbeitet man mit Triethylamin auf, wodurch sich unter Abspaltung von Triethylaminhydrochlorid das Zwitterion 5 bildet. Nun findet ein intramolekularer nukleophiler Angriff statt, wobei das Imin 6 entsteht. Dann findet eine Eliminierungsreaktion statt, die zur Rearomatisierung des Ringes und zur Bildung des Anilins 7 führt. Durch Zugabe von Raney-Nickel erhält man unter Entschwefelung das ortho-substituierte Anilin 8.
Es gibt eine Modifizierung, in der anstelle des tert-Butylhypochlorits Sulfurylchlorid genutzt wird, um die notwendige N-Chlorierung von Anilin durchzuführen. Weitere Varianten ermöglichen es, mit Hilfe der Gassman-Reaktion auch para-substituierte Aniline zu erzeugen.

## Beispiele
Das nun folgende Beispiel soll die Anwendungsmöglichkeiten und den praktischen Nutzen der Gassman-Reaktion verdeutlichen.
Hier wird exemplarisch die Reaktion von p-Toluidin 9 zum 2-Benzyl-4-methylanilin 11 dargestellt, wobei als Zwischenstufe das Anilinderivat 10 entsteht; Ar bezeichnet hierbei einen Phenylrest. Der hier exemplarisch verwendete Methylrest kann auch durch Wasserstoff, Chlor, eine Nitrogruppe oder einen Acetatrest ersetzt werden.